# Grünendeich
Grünendeich (in het Platduits Greundiek) is een gemeente in de Duitse deelstaat Nedersaksen. De gemeente maakt deel uit van de Samtgemeinde Lühe in het Landkreis Stade.
Grünendeich telt 1.882 inwoners.
Het dorp Grünendeich behoort tot de bekende fruitteeltregio Altes Land. De teelt van fruit, vooral appels, is, samen met het toerisme, het voornaamste middel van bestaan van Grünendeich.
Grünendeich ligt aan de Elbe. Over deze rivier vaart een pontveer voor fietsers en voetgangers tussen Grünendeich en Wedel, dat in Sleeswijk-Holstein, juist ten westen van Hamburg ligt. Bij Grünendeich en het direct ten oosten daarvan gelegen dorpje Lühe (gemeente Jork) mondt het zeer bochtige riviertje de Lühe uit in de Elbe. Na de stormvloed van 1962 werd op de Lühe, bij haar monding in de Elbe, een stormvloedkering gebouwd. Het dorp beschikt over een bescheiden jachthaven.
De vroeg-17e-eeuwse, evangelisch-lutherse Mariakerk heeft een kunsthistorisch interessant, overwegend 18e-eeuws interieur.
Niet ver van Grünendeich ligt in de Elbe het eiland Lühesand. Het is voor het grootste deel een vogelreservaat, onderdeel van het natuurgebied Elbe und Inseln. Op het eiland is een vanuit Grünendeich per voetveer bereikbare camping met restaurant. Op het 127 hectare grote eiland staan twee 189 respectievelijk 227 meter hoge hoogspanningsmasten.

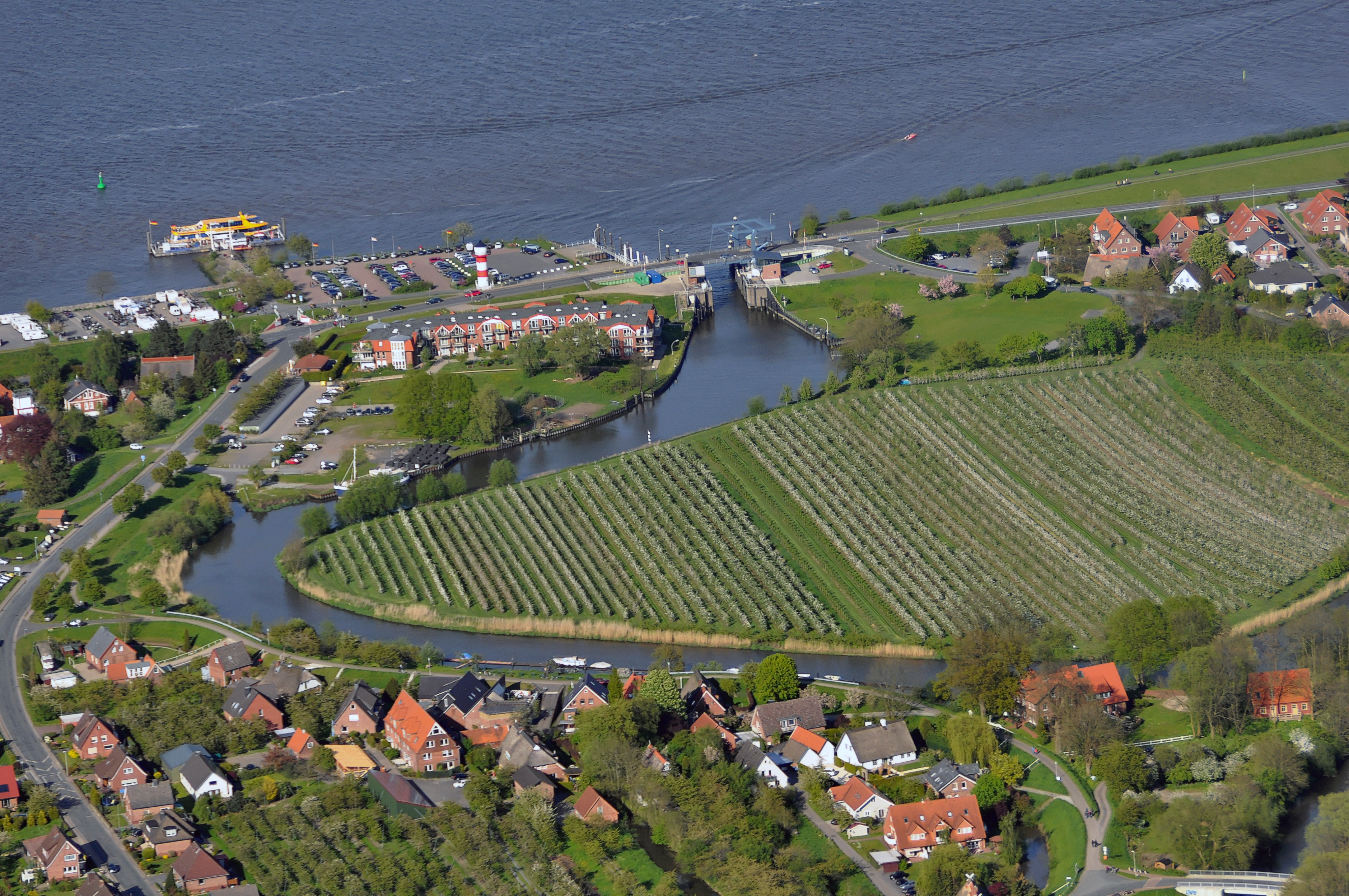
Luchtfoto van een deel van Grünendeich. Links, aan de Elbe, de veerboot aan de steiger, en rechts de stormvloedkering in het riviertje de Lühe.
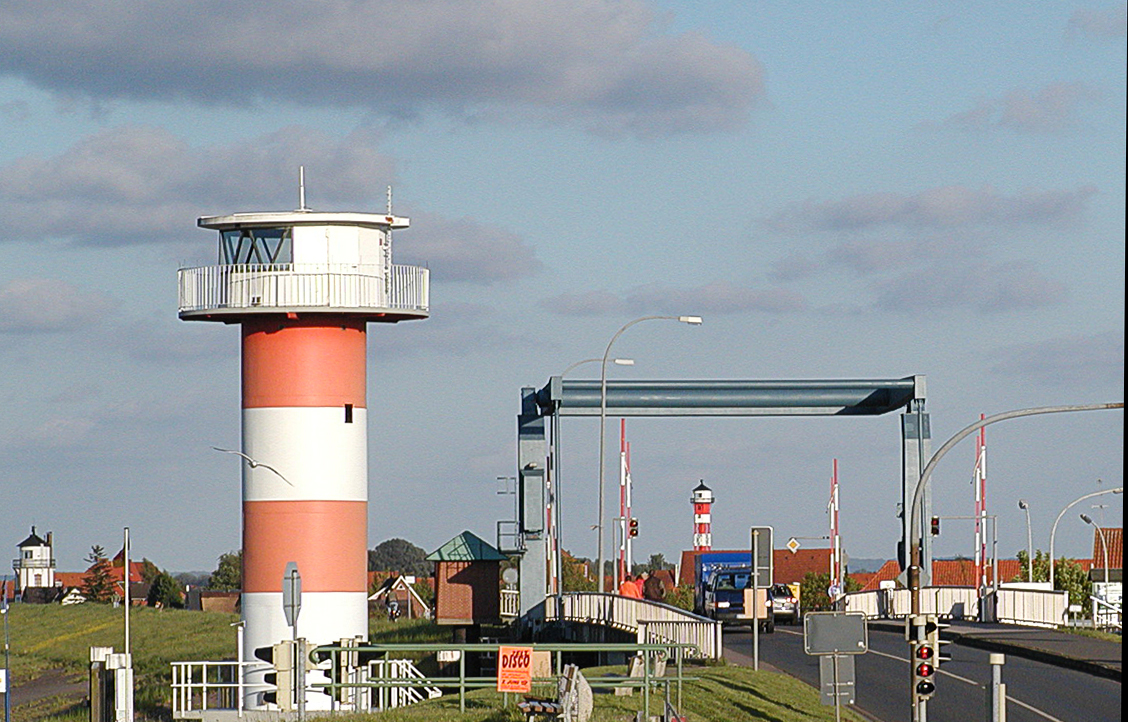
Vuurtoren en stormvloedkering
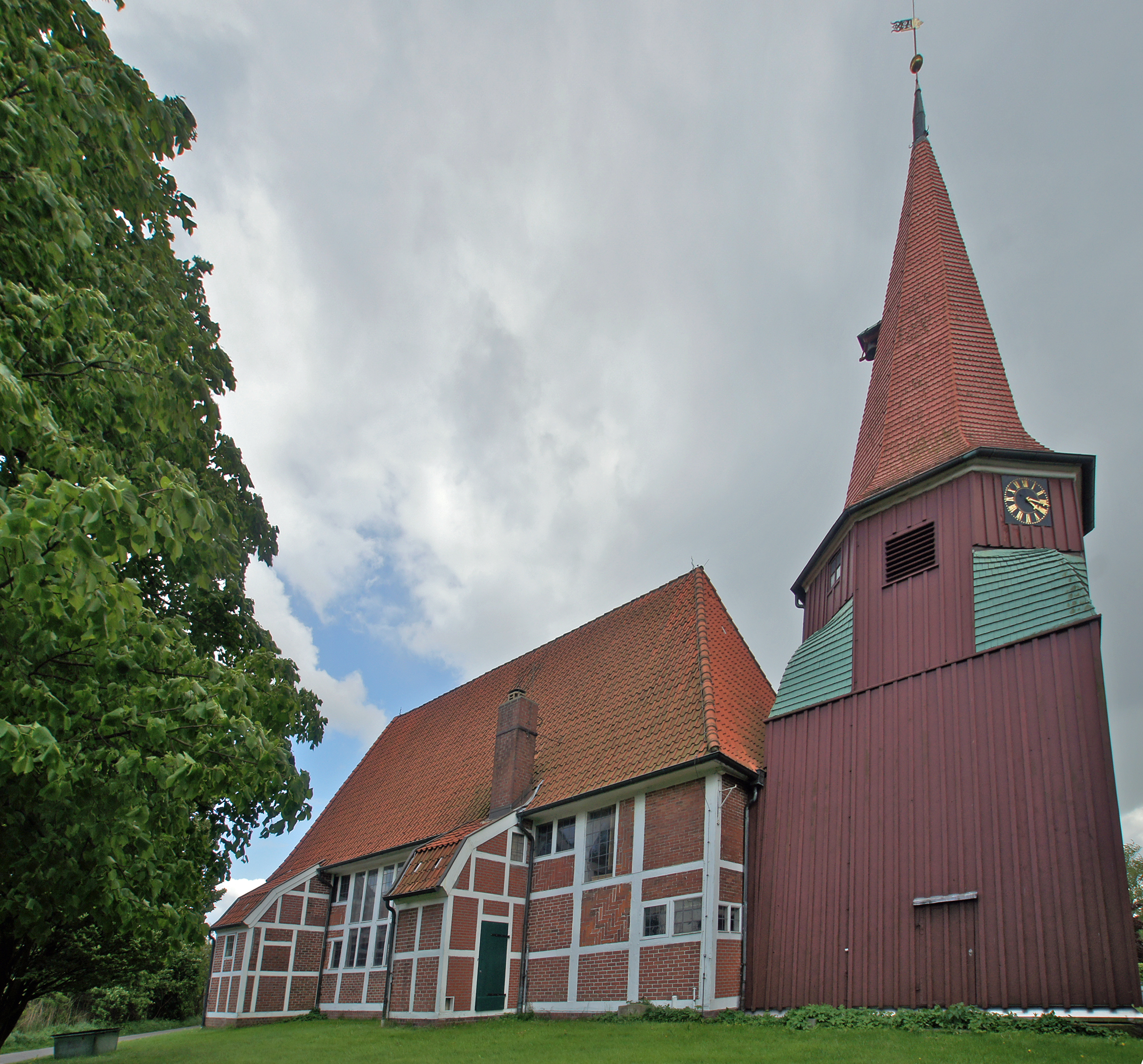
Evang.-lutherse Mariakerk, Grünendeich
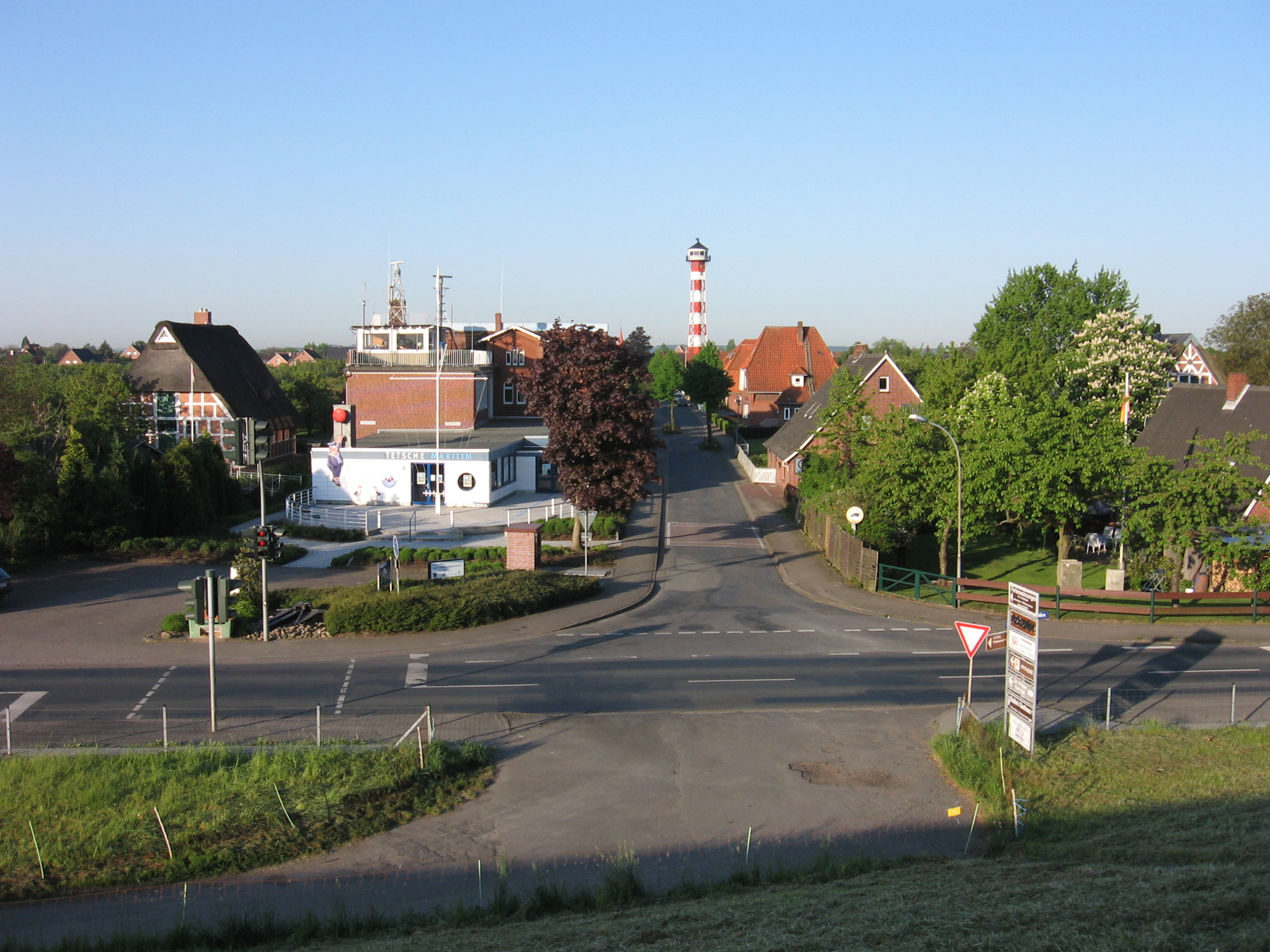
Zicht op Grünendeich
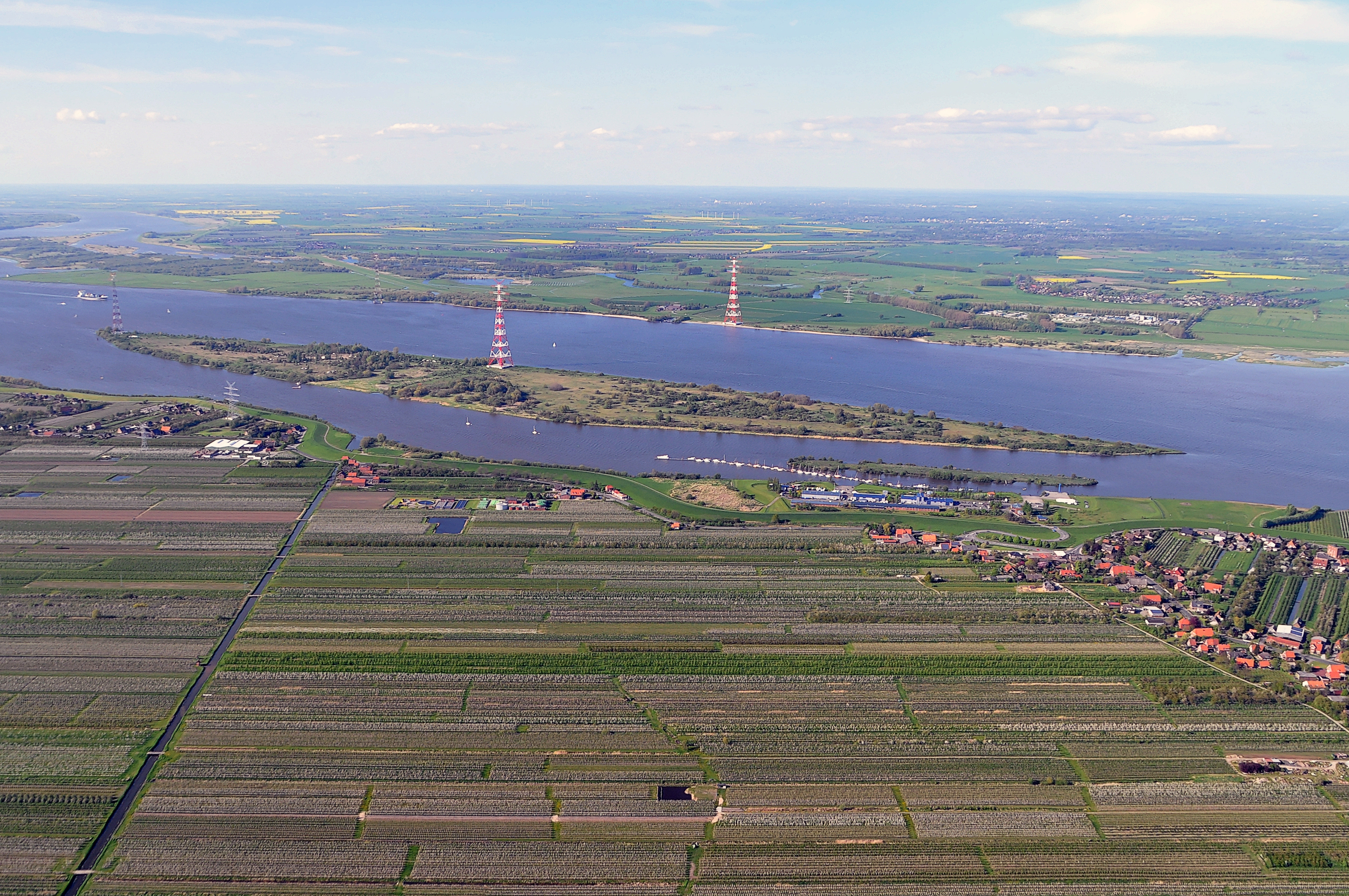
Eiland Lühesand in de Elbe
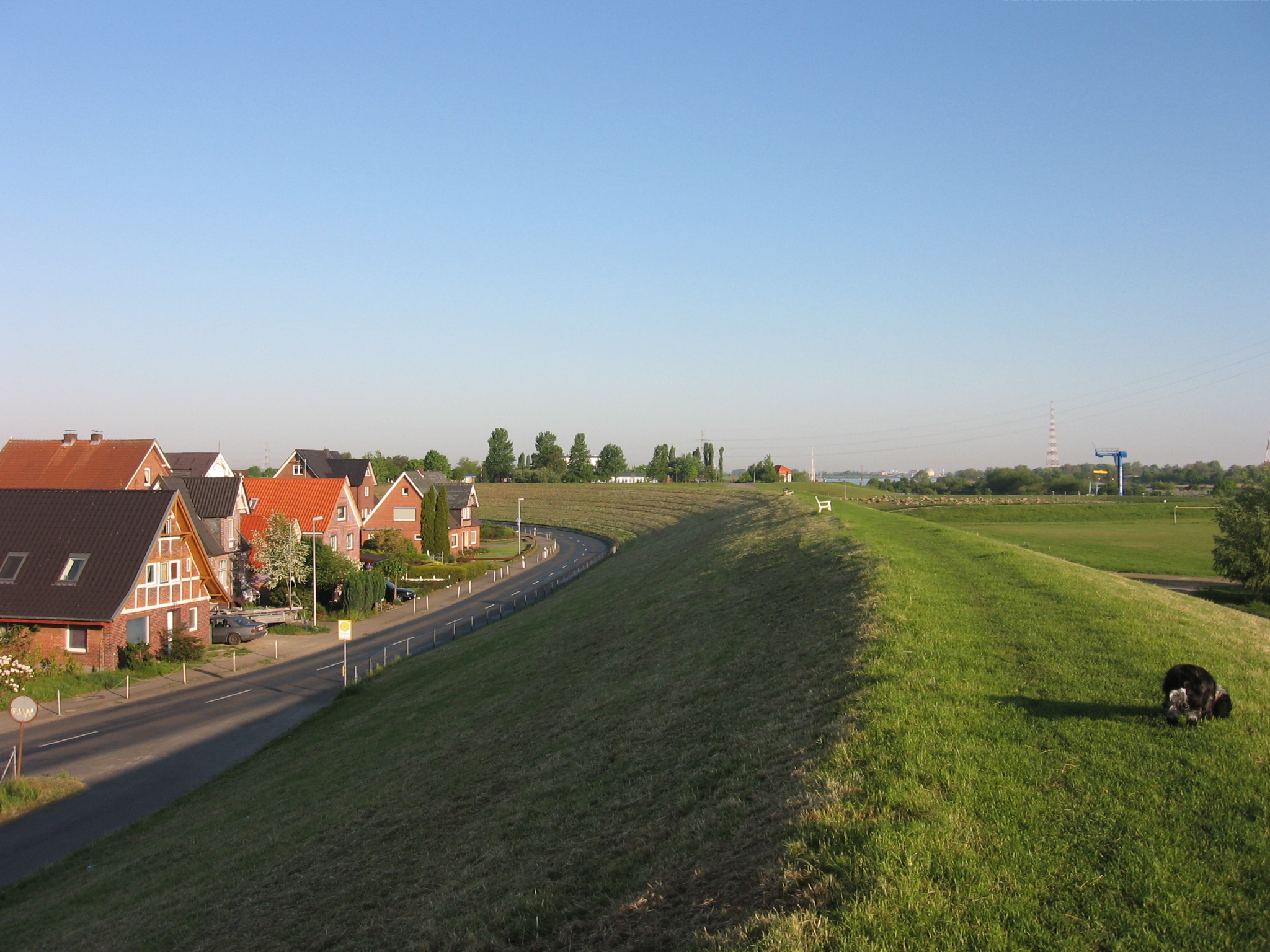
Dijk
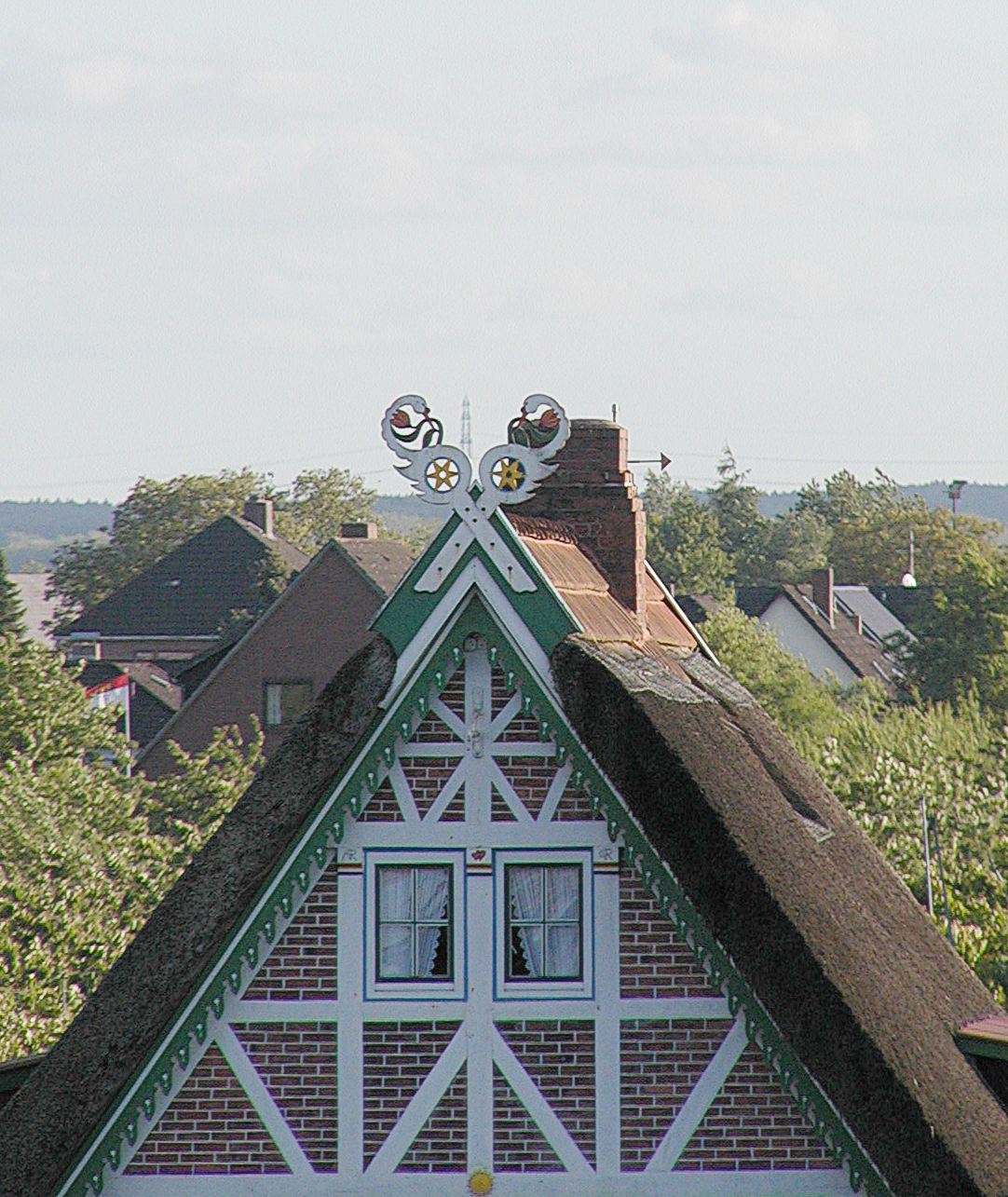
Fraaie, typisch Altländer geveltopversiering
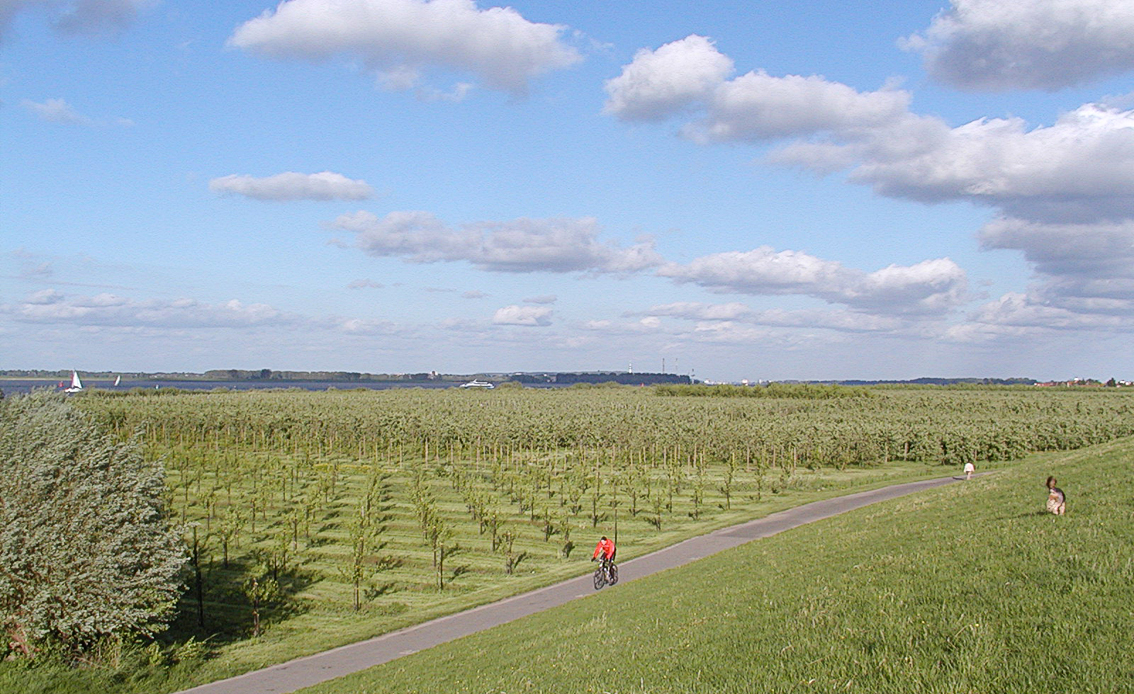
Appelbomenplantage

- Gemeinsame Normdatei: 7682792-6
- Virtual International Authority File: 145261737

Agathenburg · 
Ahlerstedt · 
Apensen · 
Balje · 
Bargstedt · 
Beckdorf · 
Bliedersdorf · 
Brest · 
Burweg · 
Buxtehude · 
Deinste · 
Dollern · 
Drochtersen · 
Düdenbüttel · 
Engelschoff · 
Estorf · 
Fredenbeck · 
Freiburg (Elbe) · 
Großenwörden · 
Grünendeich · 
Guderhandviertel · 
Hammah · 
Harsefeld · 
Heinbockel · 
Himmelpforten · 
Hollern-Twielenfleth · 
Horneburg · 
Jork · 
Kranenburg · 
Krummendeich · 
Kutenholz · 
Mittelnkirchen · 
Neuenkirchen · 
Nottensdorf · 
Oederquart · 
Oldendorf · 
Sauensiek · 
Stade · 
Steinkirchen · 
Wischhafen